# Казановская

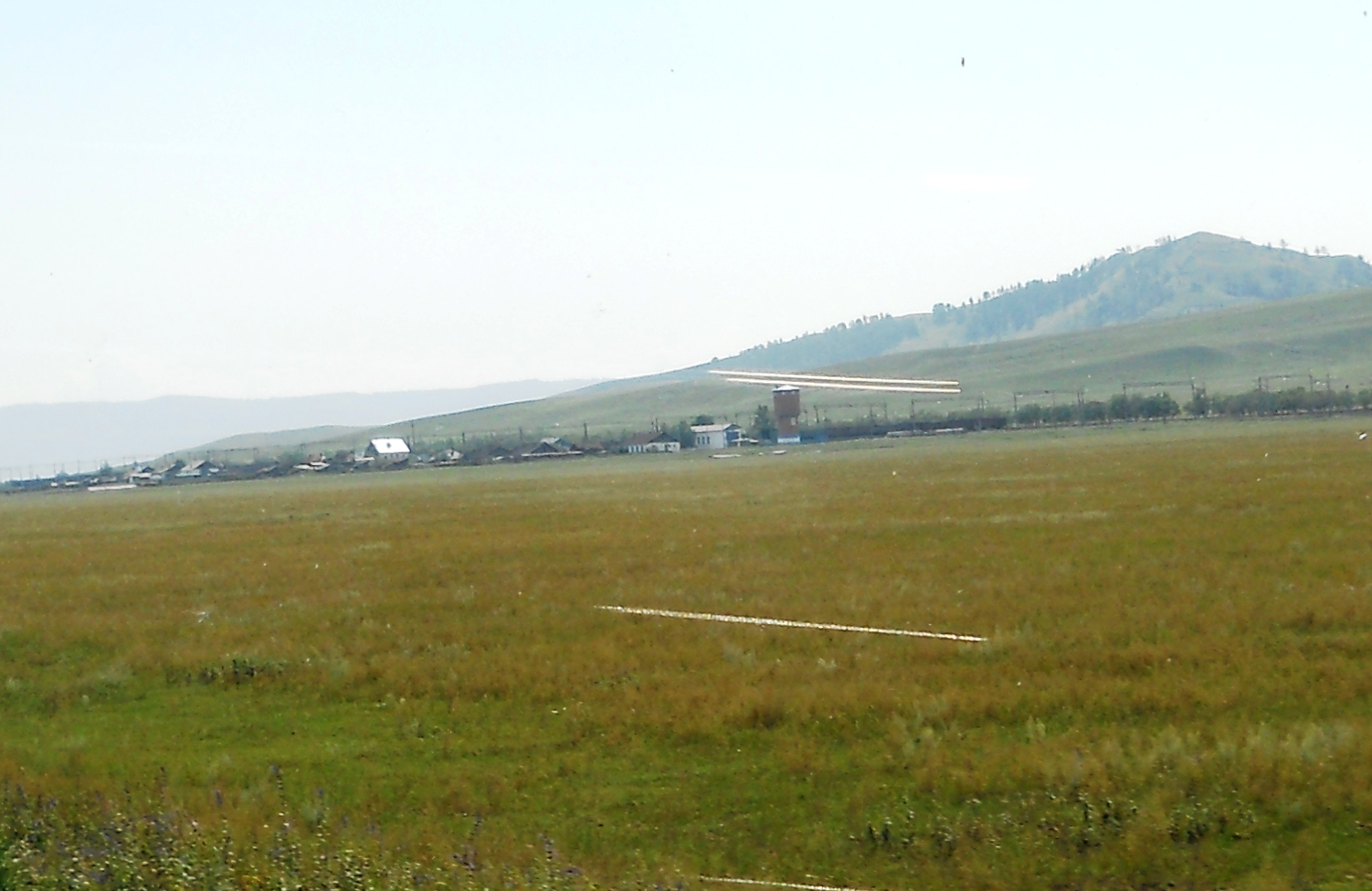
вид на ст. Казановская с автодороги

Каза́новская — поселковая станция в Аскизском районе Хакасии, находится в 35 км от райцентра — с. Аскиз — на ж.-д. линии Абакан — Новокузнецк.
Число хозяйств — 5, население — 81 чел. (1 января 2004), в том числе русские, хакасы.
Расстояние до с. Казановка — 5 км.

## Население
| 2002 | 2010 |
| ---- | ---- |
| 72   | ↘65  |